# L.A. Noire
L.A. Noire est un jeu vidéo multi-plateforme développé par le studio australien Team Bondi, secondé par Rockstar Games qui s'est également chargé de la distribution. Il est sorti sur les consoles PlayStation 3 et Xbox 360 le 17 mai 2011 aux États-Unis et le 20 mai 2011 en Europe. Une version PC a également été développée depuis le 11 novembre 2011. Il s'agit de la première production du studio australien Team Bondi, fondé par l'ancien directeur du studio londonien Team Soho, et chef de projet et scénariste de The Getaway, Brendan McNamara. Le jeu est ressorti en novembre 2017 sur Nintendo Switch, PlayStation 4 et Xbox One. Une version en réalité virtuelle pour le HTC Vive intitulée L.A. Noire: The VR Case Files est sortie en décembre 2017, puis plus tard sur Oculus et PlayStation VR.
La totalité de l'action du jeu se déroule en 1947 au cœur de la ville de Los Angeles, gangrénée par la corruption et le trafic de stupéfiants, dans une ambiance proche des romans de James Ellroy. Divers éléments de l'intrigue se réfèrent aux principaux thèmes des histoires de détectives et de gangsters tels que dans La Griffe du passé, La Cité sans voiles, Quand la ville dort, Le Grand Chantage, Chinatown, Le Dahlia noir, Les Incorruptibles et L.A. Confidential. Les producteurs présentent leur jeu comme un roman policier interactif, un récit à suspense qui mélange action et enquête dans des environnements ouverts.
La production du jeu a été longue pour les équipes, certaines personnes disant que le directeur du jeu Brendan McNamara pouvait être poussé dans une colère noire, ce qui a provoqué aussi des licenciements,. Malgré le succès du jeu, le studio Team Bondi ferme ses portes, ce qui annule au passage leur prochain jeu.

## Trame

### Histoire

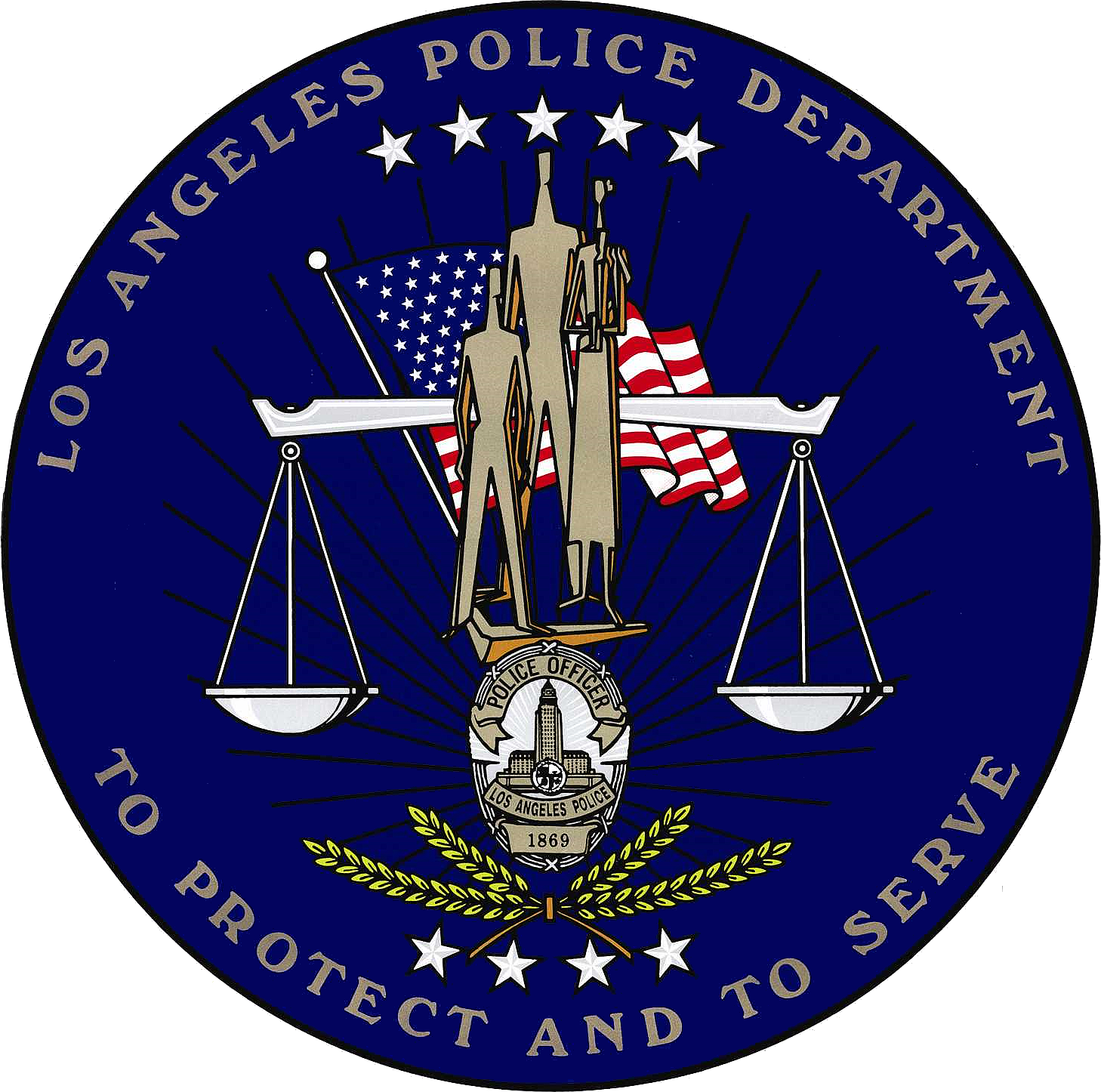
Sceau officiel du département de police de Los Angeles (LAPD).

1947. Cole Phelps est agent de police à Los Angeles. Lieutenant dans les Marines durant la Seconde Guerre mondiale, il a reçu la Silver Star pour son action à Okinawa et est depuis considéré comme un héros. Refusant de se cantonner à son rôle de simple agent de police, il s'investit dans les enquêtes criminelles et se fait remarquer par sa sagacité. Il est rapidement nommé inspecteur.
Il intègre alors la brigade de la circulation où il résout une série d'affaires avec son coéquipier Stefan Bekowsky. À l'occasion d'une enquête, il fait connaissance avec la chanteuse de jazz d'origine allemande Elsa Lichtmann.
Phelps monte ensuite en grade et intègre la brigade criminelle. Avec son nouveau coéquipier Rusty Galloway, il est confronté à 5 meurtres étrangement similaires : des jeunes femmes sont retrouvées étranglées et dénudées, avec des insultes écrites au rouge à lèvres sur le corps. Ces meurtres semblent également liés à celui du Dahlia Noir. Alors que Phelps penche pour un tueur en série, Galloway refuse de voir un lien entre ces crimes et un suspect différent est arrêté pour chaque meurtre. Phelps réussit finalement à remonter la piste et à retrouver et tuer l'assassin. Mais ce dernier se trouvant être le demi-frère d'un haut personnage de l'État, l'affaire est étouffée.
Phelps est alors muté à la brigade des mœurs où il fait équipe avec le corrompu Roy Earle. Il met au jour un réseau de trafic de morphine volée à l'armée dans lequel serait impliqué le gangster Mickey Cohen et d'anciens membres de son unité dans les Marines. On apprend alors que Phelps ne méritait pas sa médaille. C'était un très mauvais officier, lâche et abhorré de ses hommes. Il était particulièrement haï par le sergent Jack Kelso. Mais alors qu'il est sur le point de faire tomber le réseau, sa femme apprend sa liaison avec Elsa et demande le divorce. La brigade des mœurs n'a pas besoin de cette publicité et le met à pied.
Phelps est rétrogradé à la brigade des incendies criminels. Assisté de Herschell Biggs, il découvre que le Fonds de Rénovation Suburbaine, une organisation chargée de construire des maisons pour les vétérans, est lié à plusieurs incendies criminels. Malgré leur inimitié, Phelps demande son aide à Kelso, devenu inspecteur d'assurance après son retour à la vie civile. Ce dernier découvre que le Fonds de Rénovation a brûlé ces maisons dans le cadre d'une fraude à l'assurance et qu'il s'agit en fait d'une corruption à grande échelle impliquant certains membres des plus hautes sphères de la ville.  C'est le Docteur Harlan Fontaine, psychiatre spécialisé dans le traitement des vétérans, qui a fourni au Fonds le pyromane, un certain Ira Hogeboom. Celui-ci était le lance-flammes de la compagnie de Phelps, qui l'avait obligé à brûler des civils dans un hôpital et à les achever. Traumatisé, Hogeboom a obéi à Fontaine avant de totalement perdre la raison. Il tue Fontaine en l'etranglant et enlève Elsa en pensant la sauver. Phelps et Kelso se lancent alors dans une traque souterraine à l'interieur des tunnels de la ville afin de la retrouver et mettre un terme a la folie d'Ira. Après une ultime confrontation entre les anciens frères d'armes, Cole emmène Elsa et Jack se résout à exécuter Ira d'une balle dans la tête afin de le libérer de ses démons intérieurs.
L'histoire se termine par la mort tragique de Cole Phelps emporté par les eaux du tunnel après avoir pu sauver Elsa et Jack en les évacuant vers la sortie. Un ultime sacrifice pour un homme lui aussi torturé et en quête de rédemption.

### Brigades
L'histoire du jeu met en scène cinq brigades différentes : l'unité de patrouille qui fait office de tutoriel, la brigade de circulation, la brigade criminelle, la brigade des mœurs et la brigade des incendies criminels. Il y a au total dix-neuf affaires à résoudre : deux dans l'unité de patrouille, trois dans la brigade de circulation, six dans la brigade criminelle, trois dans la brigade des mœurs et cinq dans la brigade des incendies criminels.

## Système de jeu
La configuration requise du jeu sur PC est Windows 7,.

### Généralités
L.A. Noire est un jeu à monde ouvert proche d'un Grand Theft Auto, mais la linéarité de son scénario est propre au jeu d'aventure. Il compte par ailleurs quarante mini-aventures annexes (interventions sur des braquages ou poursuites de malfaiteurs) sans influence sur l'intrigue principale.
En outre, le joueur devra sillonner les rues de Los Angeles de la fin des années 1940 pour découvrir les indices qui lui permettront d'étayer ses enquêtes.
Le joueur ne peut pas tirer sur la foule, ni quand il conduit un véhicule renverser les piétons. Cependant certaines enquêtes proposent des phases de tir.

### Carte
La carte est très étendue et présente une partie de la vraie carte de Los Angeles qui s'étend sur un axe en diagonale du sud-est vers le nord-ouest. Elle couvre, à une échelle proche de celle de la réalité, les quartiers de Downtown Los Angeles et de East Los Angeles séparés par la Los Angeles River, mais également plus au nord-ouest, les quartiers de Wilshire et Hollywood. Si la carte comporte de nombreux monuments célèbres, elle ne s'étend en revanche pas jusqu'à Santa Monica et ne s'ouvre donc pas sur l'Océan Pacifique.
D'une superficie de 21 km2, la carte de L.A. Noire est plus grande que celle de Grand Theft Auto IV (16 km2) et de Mafia II (11 km2). La ville a été modélisée dans le respect de la ville de Los Angeles, telle qu'elle était en 1950. Rockstar Games s'est associé au journal quotidien américain Los Angeles Times, qui a bien voulu ouvrir ses archives pour aider les développeurs à se faire une idée des crimes de l'époque en consultant les informations sur tous les crimes de la ville qui ont eu lieu entre le 1er janvier et le 31 décembre 1947.

### Célébrités de Los Angeles
En avançant dans le jeu, on découvre plusieurs personnages doublés et interprétés en capture de mouvement avec les visages d'acteurs réels dont : Aaron Staton, Greg Grunberg, Brian Krause, Keith Szarabajka, Iyari Limon et John Noble. On retrouve également le célèbre gangster Mickey Cohen, joué par Patrick Fischler.

## Développement

### Team Bondi
(février 2020).
En 2003, lorsque Team Bondi a été créée, l'équipe de base était composée de Brendan McNamara et de sa cohorte de greffes de Team Soho, le studio basé à Londres qui a travaillé sur les jeux vidéos The Getaway et The Getaway: Black Monday. Cinq membres du personnel — surnommés les « premières recrues australiennes » — ont commencé à travailler à Team Bondi en mars 2004[réf. nécessaire].
Un de ces anciens employés décrit la situation initiale comme « assez difficile, mais bonne. Il ne semblait pas y avoir beaucoup de direction, ni technique, ni artistique, ni globale. Nous avions un CTO [directeur de la technologie], mais il ne voulait pas vraiment parler aux gens, ou donner des directions. Nous étions principalement livrés à nous-mêmes avec des tâches de très haut niveau et des revues hebdomadaires. Nous sommes passés de là, relativement rapidement, à environ 30 personnes au cours de la première année ». Ils ont rapidement déménagé dans un plus grand bureau à Ultimo pour accueillir l'expansion de l'entreprise : « Au cours de cette première année, nous avons expédié quelques étapes importantes à Sony, mais elles n'étaient pas si bonnes. les choses ont commencé à empirer. »[réf. nécessaire]
Un autre des « Aussie Five » originaux commente que « au début, c'était amusant. Nouveau studio, grand, nouveau jeu. Avec le temps et le projet ne se réalisant pas aussi vite que la direction le voulait, ils ont commencé à devenir agressifs et exigeants. Cela a conduit les gens à démissionner ou à être forcés de quitter leur poste lorsqu'ils n'obéissaient pas aux ordres directs. C'est devenu un endroit désagréable. Quand je suis parti, il y avait un peu plus de 100 personnes qui y travaillaient. »[réf. nécessaire]

### Acteurs
L'innovation centrale du jeu est l'utilisation du MotionScan, une technique dérivée de la capture de mouvement, appliquée aux expressions faciales grâce à 32 caméras à haute définition. Ainsi, le moindre clin d’œil, léger sourire, ou tout autre élément sur le visage des acteurs sont reproduits sur l'écran pour permettre au joueur de discerner la vérité du mensonge lors de interrogatoire des suspects. 
- Aaron Staton : Cole Phelps
- Gil McKinney : Jack Kelso
- Michael McGrady (en) : Finbarr "Rusty" Galloway
- Adam John Harrington (en) : Roy Earle
- Keith Szarabajka : Herschel Biggs
- Sean McGowan (en) : Stefan Bekowsky
- Rodney Scott (en) : Ralph Dunn
- Erika Heynatz (en) : Elsa Lichtmann
- John Noble : Leland Monroe
- Peter Blomquist (nl) : Dr Harlan Fontaine
- Andy Umberger : Dr Malcolm "Mal" Carruthers
- Andrew Connolly (en) : James Donnelly
- Randy Oglesby (en) : Lachlan McKelty
- Ned Vaughn (en) : Gordon Leary
- Chad Todhunter (de) : Courtney Sheldon
- Steve Rankin : Archibald Colmyer
- Michael Emanuel (en) : Mel Fleischer
- J. Marvin Campbell : Ira Hogeboom
- Michael Shamus Wiles : Albert Lynch
- JD Cullum (en) : Ray Pinker
- Erin Chambers : Heather Swanson
- Matthew Del Negro : Henry Arnett
- Jack Conley : Vernon Mapes
- Chris J. Johnson (en) : Grosvenor McCaffrey
- Greg Grunberg : Hugo Moller
- Jeffrey Vincent Parise (en) : Leroy Sabo
- Courtney Gains : Eli Rooney
- Kate Norby (en) : Lorna Pattison
- Jim Pirri (en) : Carlo Arquerro
- Jessica Kiper (en) : Candy Edwards
- Michael Chieffo : Gordon Leitvol
- William O'Leary : Frank Morgan
- Vincent Kartheiser : Walter Clemens
- Eric Nenninger : Matthew Ryan
- Alexis Cruz : Enrique Gonzales
- Brian Krause : Clem Feeney
- Patrick Fischler : Meyer Harris "Mickey" Cohen

### Promotion
Une première vidéo présentée en 2006, un render target, met en scène une course-poursuite à pied dans les rues de Los Angeles. Le jeu est plus tard dévoilé à travers plusieurs autres vidéos. Ces vidéos reprennent l'esthétique et l'ambiance des films noirs des années 1940.
Des développeurs travaillant pour Team Bondi ont annoncé avant la sortie du jeu que deux services baptisés « Bunko » et « Burglary », initialement prévus et même en phase de finalisation, ont finalement été retirés de la version finale du jeu à cause de la trop faible capacité de stockage du disque Blu-Ray. Ce sont ainsi onze missions, soit près du tiers du contenu initial du jeu, qui ont été supprimées.
Le 7 septembre 2017, Rockstar Games annonce de nouvelles versions améliorées du jeu pour le 14 novembre suivant : une version pour la Nintendo Switch pouvant s'adapter à la fonction portable de la console, et une version pour les PlayStation 4 et Xbox One avec des graphismes de haute qualité (avec une définition 4K pour les PlayStation 4 Pro et Xbox One X). Également, une version en réalité virtuelle pour le HTC Vive intitulée L.A. Noire: The VR Case Files est sortie le 15 décembre 2017.

### Musique
La musique du jeu L.A. Noire joue un rôle majeur dans la retranscription de l'ambiance musicale des années 1940, dominée par le jazz. La bande son est également cruciale, car les indices cherchés par l'agent Phelps sont indiqués par des notes de musique qui notifie le joueur de leur présence.
Les morceaux ont été composés par Andrew Hale et Simon Hale, et ont été enregistrés aux Studios Abbey Road situé à Londres, reconnus pour leurs techniques d'enregistrement innovantes adoptées notamment par les Beatles et Pink Floyd. Certaines musiques additionnelles ont été composées par Woody Jackson qui a remporté de nombreuses récompenses en tant que compositeur associé de la musique du jeu vidéo Red Dead Redemption. Trois autres morceaux additionnels sont interprétés par The Real Tuesday Weld et Claudia Brücken.

## Accueil

### Critiques générales
Le jeu reçoit à sa sortie des critiques globalement positives, avec un score de 79% sur le site Metacritic
Le site français jeuxvideo.com lui accorde une note de 17/20. La plupart des critiques formulées par les joueurs concernent l'aspect bien plus linéaire du titre à comparaison des franchises de Rockstar Games habituelles comme Grand Theft Auto.